# Plesiobatis daviesi
La raya de aguas profundas o raya gigante (Plesiobatis daviesi) es una especie de raya y el único miembro de la familia Plesiobatidae. Está ampliamente distribuida en el Indo-Pacífico, normalmente sobre sedimentos finos en el talud continental superior a profundidades de 275-680 m (900-2.230 pies). Esta especie alcanza los 2,7 m (8,9 pies) de longitud y 1,5 m (4,9 pies) de anchura. Tiene un disco de aleta pectoral ovalado con un hocico largo, flexible y de ángulo ancho. La mayor parte de la última mitad de su cola sostiene una aleta caudal distintivamente larga, delgada y en forma de hoja. Su coloración es oscura por encima y blanca por debajo, y su piel está casi completamente cubierta por diminutos dentículos dérmicos.
Se alimenta de crustáceos, cefalópodos y peces óseos, y puede cazar tanto en el fondo marino como en aguas abiertas. Es probablemente vivípara aplacentaria, y la madre alimenta a sus crías gestantes con histótrofos («leche uterina»). Las rayas capturadas merecen precaución debido a sus aguijones largos y venenosos. Esta especie es capturada por la pesca comercial en aguas profundas, pero en cantidades demasiado pequeñas para amenazar significativamente a su población. Por ello, la Unión Internacional para la Conservación de la Naturaleza la ha clasificado como de Preocupación Menor.

## Taxonomía y filogenia
La primera descripción científica de la raya de aguas profundas fue obra de John H. Wallace, como parte de un Informe de Investigación de 1967 del Instituto de Investigación Oceanográfica de Durban. Llamó a la nueva especie daviesi en honor de David H. Davies, el difunto director del ORI, y la situó en el género Urotrygon por su aleta caudal larga y baja y por carecer de aleta dorsal. Los especímenes tipo fueron recogidos en septiembre de 1996 cerca de la desembocadura del río Limpopo en Mozambique: el holotipo es un macho maduro de 92 cm (36 pulgadas) de diámetro, y el paratipo es un macho inmaduro de 33 cm (13 pulgadas) de diámetro. Otros nombres comunes para esta especie incluyen raya de Davies y raya gigante.
En un estudio morfológico filogenético realizado en 1990, Kiyonori Nishida llegó a la conclusión de que la raya de aguas profundas y la raya de seis branquias (Hexatrygon bickelli) eran las rayas más basales (suborden Myliobatoidei). Por lo tanto, trasladó esta especie a su propio género, Plesiobatis, y familia, Plesiobatidae; el nombre deriva del griego plesio («primitivo») y batis («raya»). Estudios morfológicos posteriores han corroborado la posición basal de Plesiobatis, pero discrepan sobre sus relaciones con taxones cercanos. John McEachran, Katherine Dunn y Tsutomu Miyake en 1996 no pudieron resolver completamente la posición de Plesiobatis, por lo que lo asignaron provisionalmente a la familia Hexatrygonidae. McEachran y Neil Aschliman en 2004 encontraron que Plesiobatis era el taxón hermano de Urolophus, y recomendaron que se colocara en la familia Urolophidae. Hasta que la filogenia esté mejor resuelta, los autores han tendido a preservar la familia Plesiobatidae.

## Distribución y hábitat
Los registros de la raya de aguas profundas proceden de una serie de lugares muy dispersos en el Indo-Pacífico: KwaZulu-Natal en Sudáfrica y Mozambique, el golfo de Mannar, el norte de las islas Andamán, el mar de China Meridional, las islas Ryukyu y la dorsal Kyushu-Palau, a lo largo de la costa sur de Australia, el noroeste de Australia desde Rowley Shoals hasta Shark Bay, el noreste de Australia desde Townsville hasta Wooli, Nueva Caledonia y Hawái.  Esta especie que vive en el fondo habita generalmente en el talud continental superior a profundidades de 275-680 m (900-2.230 pies), sobre sustratos fangosos o limosos. Se realizó un registro anómalo a sólo 44 m (144 pies) de profundidad frente a Mozambique. Parece ser localmente común en aguas tropicales australianas, pero puede ser más rara en otros lugares.

## Descripción
La raya de aguas profundas tiene un cuerpo flácido, con aletas pectorales agrandadas que forman un disco normalmente más largo que ancho. Los márgenes anteriores del disco convergen en un amplio ángulo. El hocico es delgado y mide más de seis veces el diámetro de la órbita; la punta del hocico sobresale ligeramente del disco. Los pequeños ojos están situados justo delante de los espiráculos, que tienen los bordes posteriores angulosos. Las fosas nasales, grandes y circulares, están situadas cerca de la boca, a la que están conectadas por un par de ranuras anchas. Entre los orificios nasales hay una amplia cortina de piel con un margen posterior fuertemente bordeado. La boca, ancha y recta, contiene entre 32 y 60 filas de dientes en cada mandíbula, aumentando en número con la edad. Cada diente es pequeño con una cúspide baja y roma; en los machos adultos los dientes del centro son afilados y puntiagudos hacia atrás. Los cinco pares de hendiduras branquiales son pequeñas y están situadas bajo el disco.
Las aletas pélvicas son pequeñas y tienen los ángulos exteriores romos. La cola, moderadamente gruesa, mide entre el 93 y el 102% de la longitud del disco y carece de pliegues cutáneos laterales y aletas dorsales. En la parte superior de la cola, justo por delante del punto medio, hay una o dos espinas punzantes dentadas. La delgada aleta caudal se origina a poca distancia por detrás del aguijón; es simétrica por encima y por debajo, y termina en forma de hoja redondeada. La piel está densamente cubierta por finos dentículos dérmicos, que se vuelven escasos o ausentes en las aletas pélvicas, hacia el margen del disco ventral y alrededor de la boca. La raya de aguas profundas es de color marrón púrpura a negruzco por encima; algunas rayas también tienen manchas y puntos irregulares más oscuros. La parte inferior es blanca, con un estrecho borde oscuro a lo largo de los márgenes laterales del disco. La cola es totalmente oscura y la aleta caudal es negra. Esta especie de gran tamaño alcanza los 2,7 m (8,9 pies) de longitud, 1,5 m (4,9 pies) de ancho y 118 kg (260 lb) de peso en el sur de África, aunque no se sabe que supere los 2,0 m (6,6 pies) de longitud en Australia.

## Biología y ecología

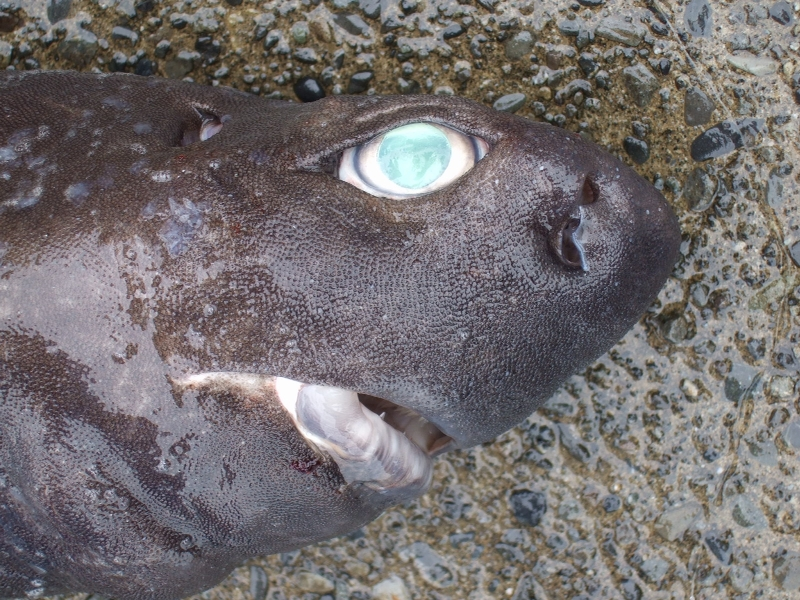
Se sabe que el tiburón barrilete ataca a la raya de aguas profundas.

La raya de aguas profundas se alimenta de cefalópodos, crustáceos (como gambas peneidas, cangrejos y langostas) y peces óseos (como anguilas). Su hocico largo y flexible le permite hozar en el sedimento, mientras que la presencia de especies mesopelágicas en su dieta sugiere que también puede cazar muy por encima del fondo marino. Un ejemplar registrado fue hallado gravemente desgarrado por tiburones barrilete (Dalatias licha), que son capaces de extirpar trozos de carne de animales de mayor tamaño. Se supone que la raya de aguas profundas es similar a otras rayas por ser vivípara aplacentaria y tener embriones en desarrollo alimentados por histótropos producidos por la madre («leche uterina»). Dado su gran tamaño y sus hábitos en aguas profundas, probablemente no sea muy prolífica, con una camada pequeña y un largo periodo de gestación. Al parecer, las crías nacen con cerca de 50 cm (20 pulgadas) de longitud, como demuestra la captura de un ejemplar en libertad de ese tamaño que aún presentaba una cicatriz en el saco vitelino. Los machos y las hembras maduran sexualmente con 1,3-1,7 m (4,3-5,6 pies) y 1,9-2,0 m (6,2-6,6 pies) de longitud, respectivamente. El tamaño máximo, y probablemente también el tamaño de maduración, varía según las regiones geográficas.

## Interacciones con los humanos
Cuando se captura, la raya de aguas profundas agita violentamente su poderosa cola y su aguijón, largo y venenoso, puede causar heridas graves a un pescador. Se captura incidentalmente con redes de arrastre de fondo y palangres; la carne puede venderse, pero está mal considerada. Ninguna de las pesquerías comerciales de aguas profundas que operan dentro de su área de distribución (incluidas las de Sudáfrica, Taiwán, Indonesia y Australia) es extensa, por lo que sólo se desembarca un pequeño número de rayas de aguas profundas. Por ello, la Unión Internacional para la Conservación de la Naturaleza ha determinado que esta especie está mínimamente amenazada por la actividad humana y la ha incluido en la lista de especies menos preocupantes. Sin embargo, si la pesca en aguas profundas se expande en el futuro, puede ser susceptible de agotamiento debido a su probable rareza y baja tasa de reproducción.